# 朝鮮映画建設本部
朝鮮映画建設本部（ちょうせんえいがけんせつほんぶ）は太平洋戦争終戦直後の1945年8月18日頃に連合軍軍政地域であるソウルで結成された映画団体。映建と略称される。

## 発足と構成
太平洋戦争終戦直後の1945年8月18日に林和の朝鮮文学建設本部を中心として朝鮮文化建設中央協議会が発足した。この協議会は文学と音楽、美術、演劇など芸術の各分野で結成された団体が連合し組織されたものであった。
8月18日、朝鮮文化建設中央協議会傘下に映画部門団体として朝鮮映画建設本部が設置された。中心人物は李載明、金正革、朴基采、李炳逸などであった。委員長は尹白南、書記長は金正革が引き受けた。
だが、組織構成過程や路線に対する資料は残っておらず、参加した人物達のその後の活動を通して団体の路線を推測するしかない。後に左派にも右派にもなる人物が混在していることをみると、解放を迎えてすぐに即席で組織された団体であるとみることができる。映画界内部で一定の合意を経たというよりは突然迎えた解放政局で即時的に出帆したものであり、これには芸術界の各分野にわたって主導権を握ろうとしていた朝鮮文化建設中央協議会側の意図も反映されていた。

## 活動
朝鮮映画建設本部は人的結束力や路線、活動面で朝鮮文化建設中央協議会やこの団体の主導権を掌握した朝鮮文学建設本部に比べて微力であった。朝鮮文化建設中央協議会の路線に沿って日帝残滓を掃蕩し封建的反民主的文化要素を清算することにしたが、実際の組織構成とは乖離があった。
特に日本統治時代末期の戦争時局を絶筆したまま送り親日論乱で毅然とし得れた社会主義系列の作家が少なくなかった文学部門とは異なり、映画部門には国民映画製作で戦時体制に積極的に動員された人物が多かった。親日履歴がある映画人達が朝鮮映画建設本部に参与することができたのは中間層を包摂し文化系全体を合わせようとした朝鮮文化建設中央協議会の妥協的組織方針の中で彼らの参与が容認されたためであった。
朝鮮映画建設本部はこのように各路線の人物達が混ざっている過渡期的形態であったため、連合軍軍政の承認を得て解放ニュース2編とニュース2編を製作した以外には特に活動をすることはなかった。

## 解体
右左翼の映画人を皆合わせようとする意図で朝鮮映画建設本部が組織されたのであるが、日本統治時代にプロレタリア映画運動に従事していた一部の人士たちはこれに加担せず1945年11月に別に朝鮮プロレタリア映画同盟を創立した。この団体は左派強硬派が結成した朝鮮プロレタリア芸術同盟の傘下に構成された。映画人というよりも美術人として分類される秋民、姜湖が中心となった。
この年12月に朝鮮映画建設本部と朝鮮プロレタリア映画同盟は統合する形で朝鮮映画同盟を発足させた。